# Cirtek Motorsport
Cirtek Motorsport est une écurie britannique de sport automobile.

## Historique
En 1997, l'écurie engage une Saleen Mustang en championnat FIA GT.
Au mois de février 2002, Cirtek Motorsport annonce qu'elle participera à plusieurs manches du championnat American Le Mans Series avec une Lindsay LMP 675, dont les 12 Heures de Sebring, la manche de Miami, ainsi que les 24 Heures du Mans.
En janvier 2003, l'écurie étudie la possibilité d'engager une deuxième Porsche 911 GT3 R (996) en championnat FIA GT.
En septembre 2002, l'écurie participe au championnat FIA GT. Pour la manche de Donington, Stephen Stokoe and Jamie Wall sont titularisés et rejoignent les rangs de l'équipe.
En avril 2006, Cirtek Motorsport participe aux 1 000 kilomètres d'Istanbul, la première manche des Le Mans Series ; les deux Aston Martin DBR9 se classent quatrième et cinquième de la catégorie GT1. Après cette épreuve, l'équipe s'apprête à engager une Aston Martin DBR9 pour le RAC Tourist Trophy, première course du championnat FIA GT. Elle serait pilotée par David Brabham et Christophe Bouchut. Plus tôt dans la saison, l'écurie britannique a remporté les Mil Milhas Brasil.
En septembre 2004, l'écurie annonce qu'elle participera aux deux dernières courses de l'American Le Mans Series,.